# Нидерландцы в Суринаме
Нидерландцы в Суринаме (нидерл. Nederlandse Surinamers), или бурус (нидерл. Boeroes, ср. Буры) — этническая группа лиц нидерландского происхождения, проживающая на территории Суринама. Первые нидерландцы прибыли в Нидерландскую Гвиану в середине XIX века. Эти поселенцы были бедными фермерами из провинций Гелдерланд и Гронинген и мигрировали в колонию в поисках лучшей жизни. По вероисповеданию — христиане. Говорят на нидерландском языке, языке сранан-тонго, широко распространён английский язык. Численность суринамских нидерландцев в Суринаме составляет около тысячи человек. Ещё три тысячи человек эмигрировали из страны, но сохраняют этническое самосознание. В Суринаме бурус живут преимущественно в округах Парамарибо и Ваника.
В 40-х годах XIX века стало ясно, что отмена рабства в колонии Суринам является лишь вопросом времени. Для сохранения колониального сельского хозяйства появилась необходимость в крестьянах. Три первых министра Нидерландов — ван ден Брандхоф , Копейн и Беттинг, разрабатывали проект по миграции бедных крестьянских семей из областей Бетуве и Велюве в провинции Гелдерланд в колонию Суринам. В 1841 году нидерландский король Вильгельм II одобрил этот план. Правительство страны ввело план в действие, и после исследовательской миссии в 1843 году, 20 июня 1845 году первые двести два поселенца-нидерландца прибыли в Суринам.

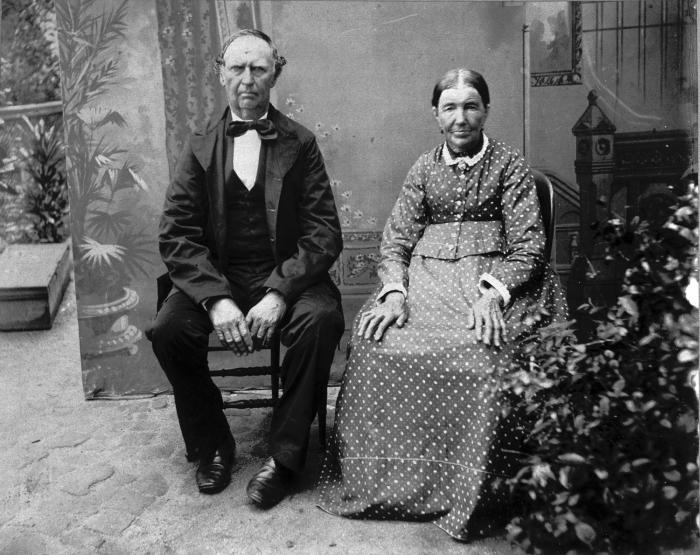
Семейная пара бурус. Фотография 1893 года

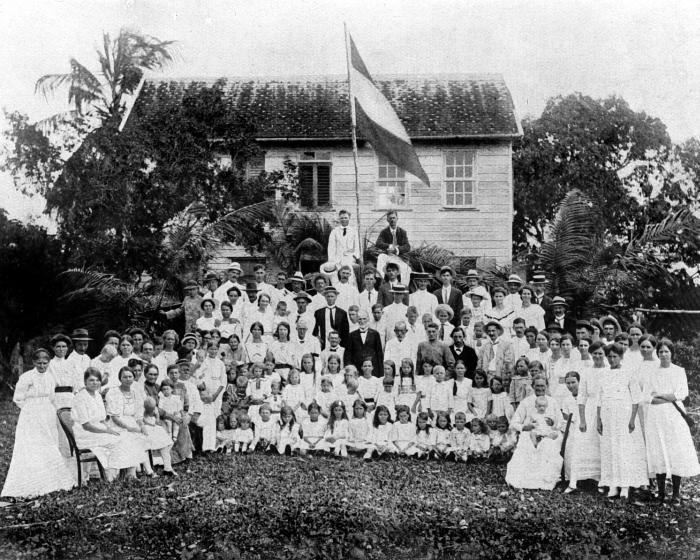
Группа суринамских нидерландцев. Фотография 1920 года

По прибытии, поселенцы по реке Сарамакка достигли плантации Ворзорг, бывшую колонию прокажённых, которую упразднили в 1823 году. Обещанные дома для переселенцев были построены. Другие обещания правительство не выполнило. Земля оказалась болотистой и непригодной для земледелия и строительства фермерских хозяйств. Обещанный поселенцам домашний скот, так и не выдали. Положение мигрантов усугубляло отсутствие питьевой воды; вода в реке имела солоноватый привкус. Но поселенцы не теряли энтузиазма и старались закрепиться на новом месте. Однако разразившаяся вскоре эпидемия тифа и дизентерии окончательно подорвала начинание. Выжившие мигранты, несмотря на возражения правительства, самостоятельно переселились в город Гронинген. В Гронингене и окрестностях не было сельскохозяйственного рынка, а дорога до Парамарибо по реке на каноэ длилась от двух дней, и по прибытии продукты оказывались непригодными для продажи. По этой причине мигранты переселились дальше в направлении Парамарибо в деревни Кватта и Эйтвлугт.
В 1853 году было официально объявлено о закрытии проекта колонизации. Из 398 поселенцев, прибывших за это время из Нидерландов и 68 детей, родившихся в Суринаме на 31 мая 1853 года в живых остались 223 человека. Из этой группы 56 человек вернулись обратно в Нидерланды, а 167 — остались в Суринаме и являются родоначальниками современных суринамских нидерландцев.
После 1853 года жизнь оставшихся в колонии фермеров-бурусов улучшилась, несмотря на конкуренцию со стороны фермеров-индосуринамцев на сельскохозяйственном рынке. Около 1 900 хозяйств специализировалось на молочном животноводстве. Великая депрессия разорила многих фермеров. Большая часть из них устроилась на работу в городах. Особенно много бурусов работало в колониальной администрации. После Второй мировой войны положение нидерландских суринамцев было одним из самых благополучных в колонии. После провозглашения независимости Суринама в 1975 году многие из бурусов эмигрировали из страны. В настоящее время около тысячи суринамских нидерландцев проживают в Суринаме и три тысячи за его пределами. В Суринаме бурусы работают в разных отраслях экономики. Некоторые семьи до сих пор занимаются сельским хозяйством. Из-за смешанных браков бурусов с другими этносами часть современных суринамских креолов и афросуринамцев частично имеют нидерландское происхождение.

### Известные представители
- Вирджил Ван Дейк, футболист.
- Андре Лор[нидерл.] (1931—2013), историк.